# Saissac
Saissac é uma comuna francesa na região administrativa de Occitânia, no departamento de Aude. Estende-se por uma área de 57,03 km². Em 2010 a comuna tinha 948 habitantes (densidade: 16,6 hab./km²).